# Olesicampe genuicincta
Olesicampe genuicincta är en stekelart som först beskrevs av Hedwig 1932.  Olesicampe genuicincta ingår i släktet Olesicampe och familjen brokparasitsteklar. Inga underarter finns listade i Catalogue of Life.